# Maison de Nietzsche

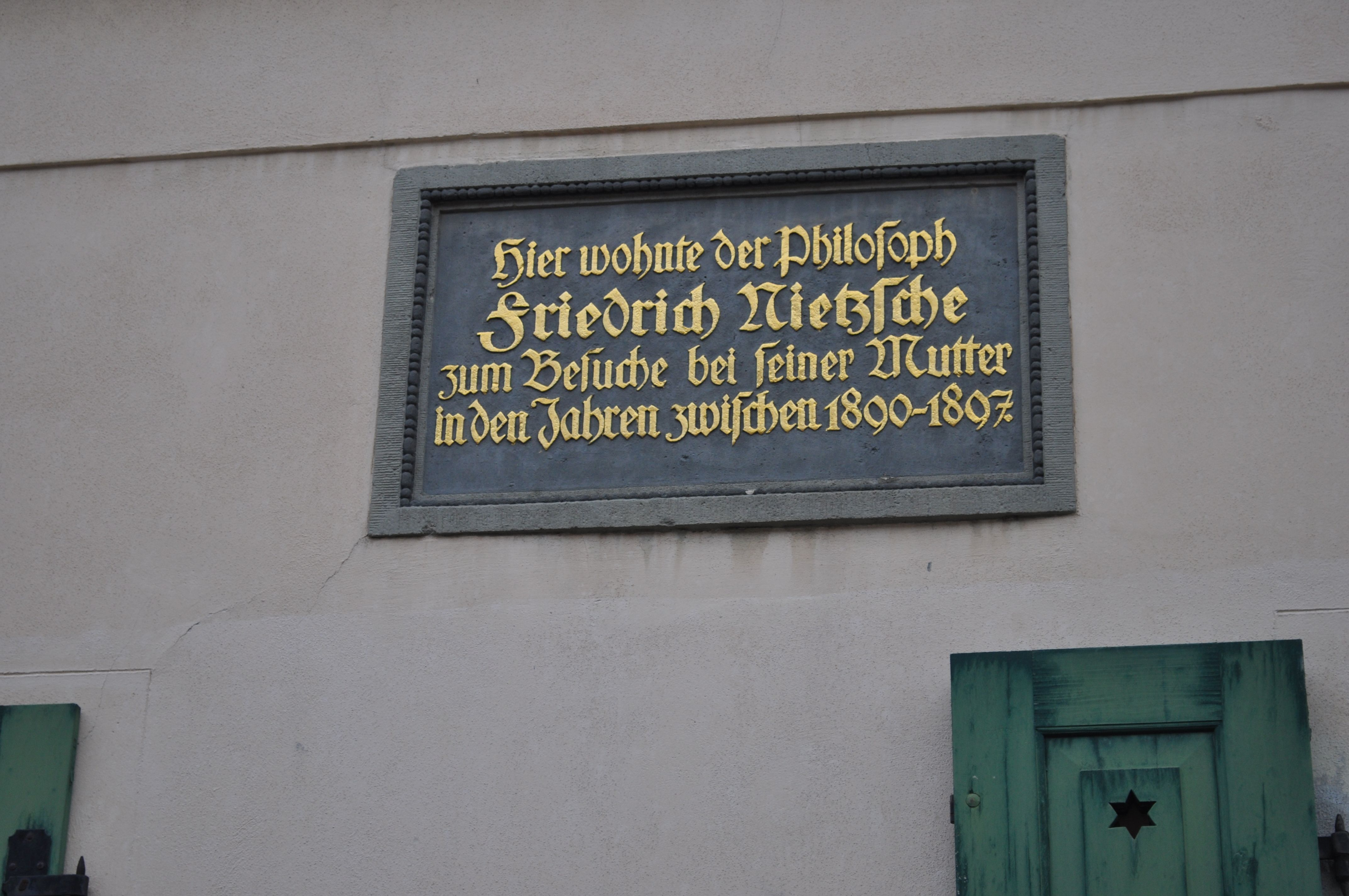
Inscription : "Le philosophe Friedrich Nietzsche a vécu ici chez sa mère entre 1890 et 1897"

La Maison de Nietzsche (en allemand : Nietzsche-Haus) est une maison-musée située à Naumbourg, en Allemagne. Il est consacré à la vie et à l'œuvre du philosophe allemand Friedrich Nietzsche.
Au cours de l'été 1858, la mère de Nietzsche, Franziska Nietzsche, déménagea avec ses deux enfants Friedrich et Elisabeth dans la maison numéro 355, aujourd'hui Weingarten 18. Elle avait loué un appartement lumineux et plus spacieux à l'étage supérieur. Il acheta la maison en 1878 et y vécut jusqu'à la fin de sa vie. Après sa mort en 1897, la maison fut vendue par sa fille.
La Maison de Nietzsche à Naumbourg est ouverte au public depuis 1994. La vie et l'œuvre du philosophe sont documentées dans une exposition permanente, tandis que la bibliothèque de la maison située dans les salles d'exposition offre aux visiteurs la possibilité de découvrir l'œuvre de Nietzsche.
Le « Centre de documentation Nietzsche » (en allemand: Nietzsche Dokumentationszentrum) a été ouvert en octobre 2010. Le bâtiment a été construit juste à côté de la maison de Nietzsche à la suite d'un concours international d'architecture de la ville de Naumburg remporté par le bureau d'architectes KGB Architekten Kirchmeier, Graw, Brück de Weimar. Il s'agit d'un bâtiment en verre moderne et cubiste qui se démarque clairement du reste des bâtiments du centre historique de la ville. Une cour intérieure relie les deux maisons.
Le Centre de Documentation est destiné à la recherche et à l'examen critique de l' influence et de la réception de la pensée de Friedrich Nietzsche. Une fois par an, en octobre, des philosophes du monde entier se réunissent. Durant les quatre jours du Congrès Nietzsche, des thèmes spécifiques liés à l'œuvre du philosophe seront présentés et discutés.
Le musée est inscrit dans le Blaubuch (Livre bleu) du gouvernement fédéral allemand en tant que site culturel important.